# St Francis Towers
Les St Francis Towers sont des tours jumelles de 213 mètres de hauteur construites de 2005 à 2009 à Mandaluyong, dans l'agglomération de Manille, aux Philippines.
Les architectes sont l'agence de Hong Kong, Wong Tung et l'agence des Philippines Recio Casas